# 大黄鸭
橡皮鴨（英語：Rubber Duck），是荷蘭概念藝術家弗洛伦泰因·霍夫曼所創作的巨型黃色小鴨藝術品，先後製作了多個款式。
霍夫曼在世界各地進行了多件黃色小鴨的製作，並根據每座城市的天氣、潮汐及擺放位置等不同條件，重新設計了尺寸和規格。他会以当地制作的方式，并按照每个城市的特点进行制作小黄鸭。他这样做的目的是透過這樣的方式，讓當地居民更喜愛該件藝術品。
他展出作品的期限，則是根據簽約內容而定。

## 創作
据说某日，霍夫曼在為子女收拾玩具時，發現了一隻橡皮鴨。他表示：「在地上看事物，相比站起來看，事物像變小了，確實好不同。」因而獲得創作靈感。
另外一說法是，霍夫曼提及有次他在一間博物館參與展覽時，其中有廠商販賣乳酪，只要購買乳酪就送贈黃色小鴨，霍夫曼事後與廠商聯絡，廠商邀請他創作大型的黃色小鴨及相關的產品。
在1992年，一艘自香港驶出的货轮打算穿越太平洋抵达美国华盛顿州塔科马港，惟途中在国际日期变更线附近遇到强烈风暴，货轮内一个放置有中国大陸制造的2万9千只浴盆玩具的货柜坠入大海，并且破裂，當中浴盆玩具又以黄色橡皮鸭为主，另外又有蓝色海龟及绿色青蛙，形成了一支庞大的“友好漂浮物”，它们在大海上随波逐流。在2003年，當中一部分开始抵达美国、加拿大及冰岛等國家的海岸，其旅程吸引了许多橡皮鸭迷的关注。据称该事件為霍夫曼留下了深刻印象。
霍夫曼於2013年6月在北京澄清：“真正的起点是，我曾经从荷兰一位画家的风景画裡看到一只鸭子。”霍夫曼表示於2001年时，“橡皮鸭”在其头脑中仅是一个概念，经过5年才最终诞生。

## 展出國家及城市
2007年，橡皮鴨率先在荷兰展示，此后陸續在歐洲、美洲、亞洲及大洋洲等展出。
| 順序 | 展期                          | 國家及地區 | 城市                 | 地點                           | 高度 （m） |
| ---- | ----------------------------- | ---------- | -------------------- | ------------------------------ | ---------- |
| 1    | 2007年                        | 荷蘭       | 阿姆斯特丹           |                                | 5          |
| 2    | 2007年                        | 法國       | 聖納澤爾             |                                | 26         |
| 3    | 2008年                        | 荷蘭       | 阿姆斯特丹           |                                | 5          |
| 4    | 2008年                        | 德国       | 瓦塞纳               |                                | 5          |
| 5    | 2008年                        | 德国       | 紐倫堡               |                                | 5          |
| 6    | 2008年                        | 荷蘭       | 鹿特丹               |                                | 5          |
| 7    | 2008年                        | 巴西       | 聖保羅               |                                | 12         |
| 8    | 2009年                        | 荷蘭       | 埃爾斯特             |                                | 5          |
| 9    | 2009年                        | 比利时     | 哈瑟爾特             |                                | 12         |
| 10   | 2009年                        | 日本       | 大阪                 |                                | 10         |
| 11   | 2011年                        | 新西兰     | 奧克蘭               |                                | 12         |
| 12   | 2012年                        | 日本       | 廣島                 |                                | 10         |
| 13   | 2013年1月5日～1月23日         |            | 雪梨                 |                                | 15         |
| 14   | 2013年5月2日～6月9日          | 香港       | 香港                 | 維多利亞港／海運碼頭           | 16.5       |
| 15   | 2013年9月6日～9月23日         | 中国       | 北京                 | 園博園                         | 18         |
| 16   | 2013年9月15～9月20日          |            | 巴庫                 |                                | 12         |
| 17   | 2013年9月19日～10月20日       | 臺灣       | 高雄                 | 光榮碼頭                       | 18         |
| 18   | 2013年9月26日～10月26日       | 中国       | 北京                 | 頤和園                         | 18         |
| 19   | 2013年9月27日～10月20日       | 美国       | 匹茲堡               |                                | 12         |
| 20   | 2013年10月11日～10月18日      | 日本       | 大阪                 |                                | 9.5        |
| 21   | 2013年10月26日～11月10日      | 臺灣       | 桃園                 | 新屋鄉後湖埤                   | 18         |
| 22   | 2013年12月21日～2014年2月8日  | 臺灣       | 基隆                 | 海洋廣場                       | 18         |
| 23   | 2014年1月10日～1月19日        |            | 雪梨                 | 帕拉瑪塔市                     | [ 11 ]     |
| 24   | 2014年4月27日～5月31日        | 越南       | 胡志明市             | 新月灣                         | 18         |
| 25   | 2014年5月17日～5月26日        | 美国       | 诺福克               |                                | [ 15 ]     |
| 26   | 2014年5月30日～7月15日        | 中国       | 杭州                 | 西溪湿地                       | 18         |
| 27   | 2014年6月14日～7月13日        | 中国       | 青岛                 |                                | [ 17 ]     |
| 28   | 2014年7月4日～8月7日          | 中国       | 贵阳                 |                                | [ 17 ]     |
| 29   | 2014年8月20日～8月24日        | 美国       | 洛杉矶               | 洛杉磯港                       | [ 18 ]     |
| 30   | 2014年9月8日～10月9日         | 中国       | 昆山                 |                                | [ 17 ]     |
| 31   | 2014年10月1日～10月31日       | 中国       | 上海                 |                                | [ 17 ]     |
| 32   | 2014年10月14日～11月14日      |            | 首爾                 | 松坡區石村湖                   |            |
| 33   | 2014年11月1日～11月30日       | 中国       | 三亚                 |                                | [ 17 ]     |
| 34   | 2016年4月29日～5月27日        | 澳門       | 澳門                 | 澳門科學館與觀音蓮花苑中間海面 | [ 19 ]     |
| 35   | 2016年7月31日~8月31日         | 中国       | 哈尔滨               | 松花江畔                       | [ 20 ]     |
| 36   | 2016年8月26日                 | 美国       | 水牛城               |                                |            |
| 37   | 2017年7月1日～7月3日          | 加拿大     | 多倫多               |                                |            |
| 38   | 2017年9月28日～10月8日        | 智利       | 聖地牙哥及瓦爾帕萊索 |                                |            |
| 39   | 2021年12月25日～2022年        | 中国       | 广州                 | 南沙创享湾                     | 10         |
| 40   | 2022年9月30日～10月31日       |            | 首爾                 | 松坡區石村湖                   |            |
| 41   | 2023年6月10日～2023年6月18日  | 香港       | 香港                 | 添馬公園／中環海濱長廊         | 18         |
| 42   | 2023年12月20日～2024年1月20日 | 中国       | 深圳                 | 人才公园                       | 18         |
| 43   | 2023年12月20日～2024年        | 中国       | 广州                 | 珠江新城粤海天地               | 5          |
| 44   | 2024年1月27日～2月25日        | 臺灣       | 高雄                 | 光榮碼頭                       |            |

## 展覽

### 香港
在2013年5月2日至6月9日，橡皮鴨（香港傳媒普遍將其稱為「巨鴨」）被放置在香港九龍尖沙咀海港城海運大廈對開海面展示。在香港展示的橡皮鴨是霍夫曼特地為在香港展出而設計，船廠名稱及造價被保密，有媒体爆料它在广东省中山市沙溪镇被制造，惟從來無獲得主辦單位確認。该橡皮鴨的輪廓由总重量逾600公斤的逾200塊黃色聚氯乙烯裁片縫製，脊椎由九龍倉集團聘請香港的某造船廠製造，它的为直徑13.75米、重80噸的浮台置於橡皮鴨腹底。在浮台之上设置兩臺風機，不斷在橡皮鴨的腹内充氣，使到橡皮鴨可以遊走在水面上。香港版本的橡皮鴨是世界上體積第二大的橡皮鴨，體積為16.5×19.2米。在展覽结束後，该橡皮鴨將會由海港城持有，有關單位正在考慮將來在其腹內開設展覽。5月14日，主辦單位海港城表示經過工作人員細心檢查後，發現連接橡皮鴨與浮床之間的繩索損毀。為了橡皮鴨的安全著想，需要暫停展示，以修補及進行鞏固工程。橡皮鸭被放气，并“躺倒”在维多利亚港上，最后被吊出海面。在5月21日檢查維修完成後，重新放置在原位開始展示，直到6月9日的原定展期结束。
橡皮鴨在香港展出期間，吸引了逾8百萬人次前往欣賞，並且觸發了以此為來源的改圖、二次創作和仿傚及複製的熱潮，產生了不少商業價值。此外，在2013年6月4日时，有中國大陸網民張貼大黃鴨的改圖，將坦克人照片中解放軍的四輛坦克變成四隻大黃鴨，大黃鴨亦因而在中國大陸被新浪微博等阻擋成為敏感詞。
在2023年5月25日，青衣附近水域出現兩隻黃色小鴨蹤影，主辦單位AllRightsReserved表示再次邀請黃色小鴨訪港，並在6月推出海上公共藝術展覽「橡皮鴨二重暢」。于6月10日，会展在維港中環海面開放，但在當天下午1点50分时，其中一隻橡皮鴨由于突然漏氣，会展活动方紧急对此事件进行处理。黃鴨因天氣熱氣壓升變繃緊，大會決定主動放氣以減風險，當天下午成「扁皮鴨」被收回檢修。當天另外一隻橡皮鴨則繼續如常展出。主辦方在后续事件中解釋到，因發現橡皮鴨皮在香港天氣的炎熱下，及氣壓上升而繃緊，而維修船隻到場需時，經商討後，主辦方決定鬆開接駁橡皮鴨皮的縫線，並即時將橡皮鴨放氣以避免風險，及後安排船隻將橡皮鴨運回船廠修補。巨型橡皮鴨創作者弗洛倫泰因·霍夫曼稱：「它不歧視人，也沒有政治內涵。友好的、漂浮的橡皮鴨具有治療功能：它可以緩解全球緊張局勢，也可以定義它們。橡皮鴨是柔軟的，友好的，適合所有年齡的人。......我再次被香港人的活力、希望、積極反饋和創意所感動。非常感謝，我們將再次相見！」。在6月12日早上，「扁皮鴨」由躉船從青衣船運返添馬公園對開海面，由于之前炎熱天氣需放氣的橡皮鴨，在經充氣後再次在維港海面展出，與另一隻橡皮鴨「重聚」。6月16日，主辦方宣布因應天氣不穩及經營成本上升，在經歷香港酷熱天氣警告、黃紅雨、雷暴天氣等天气问题后，「橡皮鴨二重暢」展覽于6月18日閉幕。其中一隻黃鴨趁着父親節当天，在維多利亞港的下午1点20分左右起巡遊一周，約下午4時返回灣仔會展對開海面，傍晚6時許再變為「扁皮鴨」後率先退場，另一隻黃鴨留至6月19日退場。

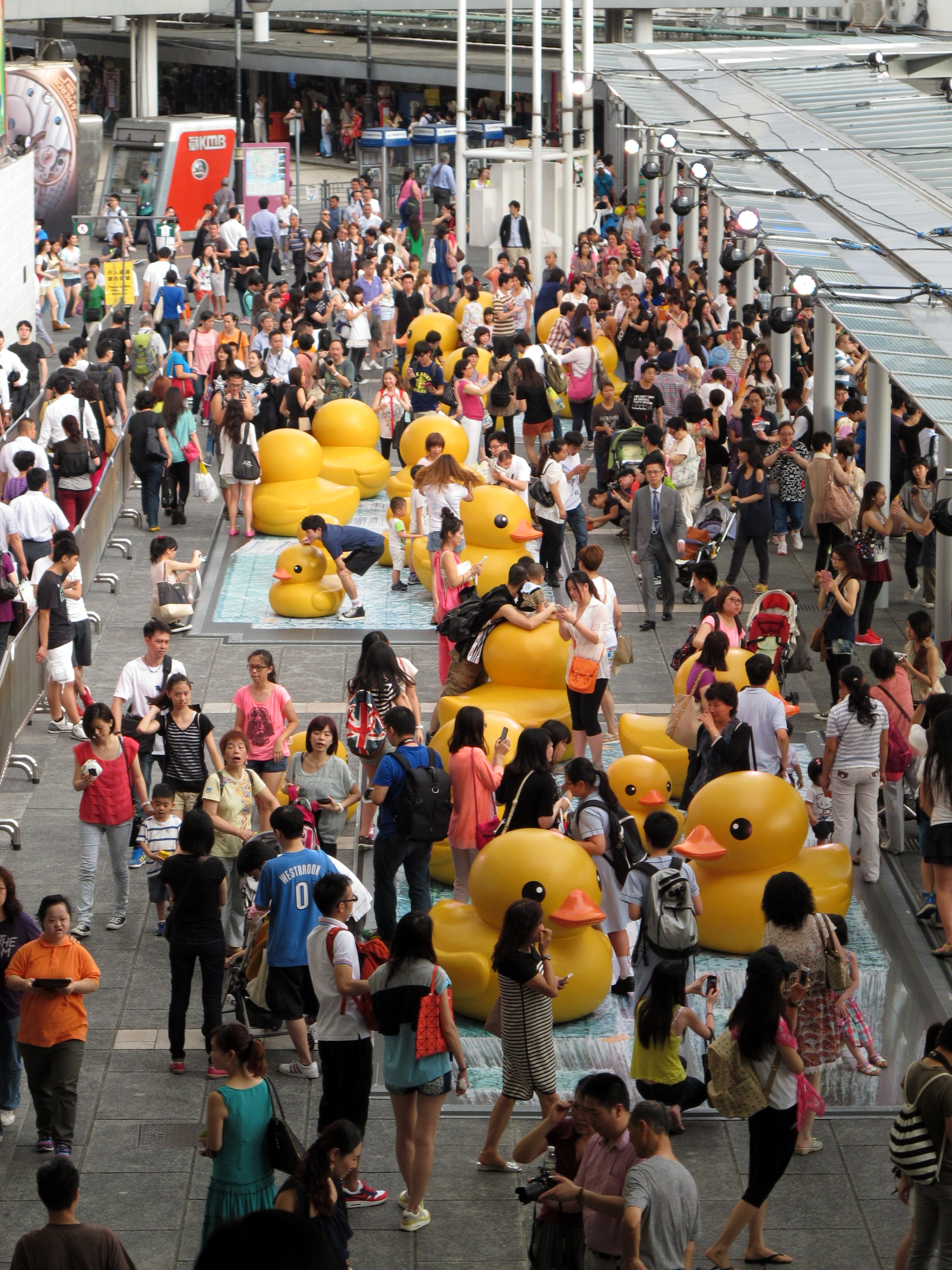
2013年海港城的展出中，在橡皮鴨旁的小鴨模型與人群
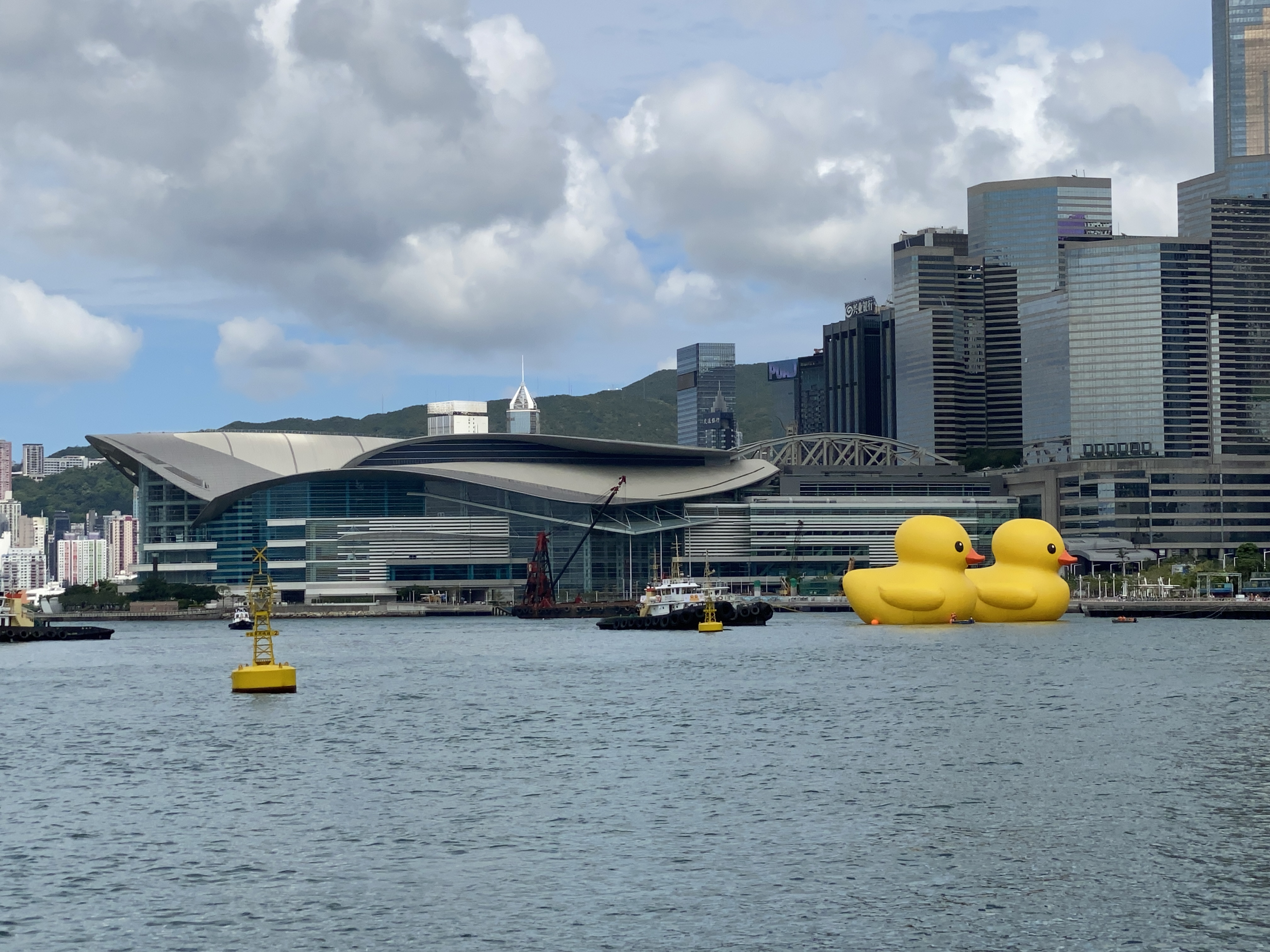
2023年6月，两只橡皮鴨在香港會議展覽中心附近
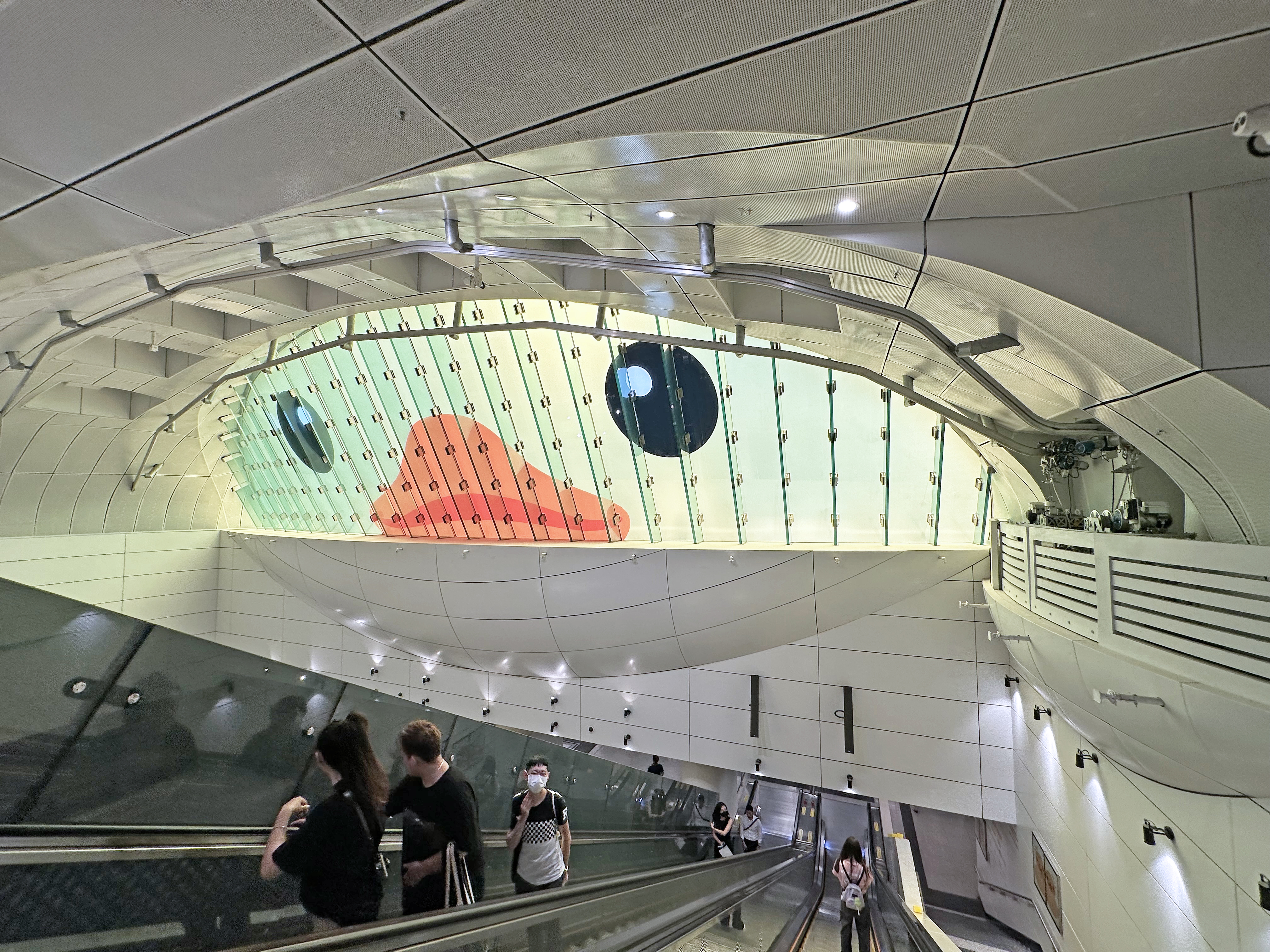
2023年6月，港鐵在金鐘站大堂變成為期間限定「橡皮鴨主題車站」

### 澳門
「黃色小鴨．澳門游」於2016年4月29日至5月27日於澳門舉行。橡皮鴨被放置在澳門科學館與觀音蓮花苑之間的海面。為了讓市民遊客認識這隻傳遞和平與愛的橡皮鴨，以及更深了解澳門的旅遊特色，澳門科學館及澳門漁人碼頭分別推出「主題遊戲」活動及「黃色小鴨遊樂園」增添樂趣。
主辦單位為澳門文化創意藝術協會，是該會創辦後第一個項目，活動斥資600多萬澳門元，三分一金額獲政府資助。整隻小鴨高18米，闊18米，長20米，重一噸。活動期間澳門科學館展覽廳會展出「黃色小鴨」環遊世界歷史圖片，並舉辦主題的填色比賽和戶外遊戲。

### 臺灣
2013年，黃色小鴨在臺灣依序在高雄市、桃園市及基隆市展出，小鴨鴨體由大氣層公司製造，長25公尺、寬18公尺、高18公尺，為目前亞洲最高及世界第二高的黃色小鴨，布料重量約1公噸，底下安置了由慶富造船製造的一座直徑15公尺、重量11.5公噸的可拆式浮台以承載黃色小鴨。惟有民團質疑其布料使用含有鉛及鎘等重金屬的聚氯乙烯引發疑慮，而高市府出面澄清經過商檢局檢驗保證安全。

#### 高雄市
2013年9月19日至10月20日，黃色小鴨在高雄市光榮碼頭展出。9月19日下午四時開始展出，開幕當天即湧進20萬人。惟於隔天，即20日中午12時，即因為天兔颱風陸上颱風警報而啟動防颱機制，小鴨連同浮台被吊上陸地後洩氣，在光榮碼頭岸上以帆布覆蓋固定，至22日下午1時重新充氣及下海恢復展出。至9月24日，觀賞人數突破50萬人，9月28日，突破100萬人。黃色小鴨為高雄帶來了觀光人潮，為展區周圍的商家以及鄰近的飯店及餐廳帶來了商機。而高雄市政府為了因應觀光人潮可能產生的交通問題，實施高雄捷運班距加密、開行接駁車，以及設置公共運輸專用道、交通管制等措施。10月20日下午4時，黃色小鴨在高雄港船隻及眾人的歡送下，移回駁二藝術特區，吊掛上岸、消氣、打包，結束在高雄市的展出。9月19日至10月20日，總觀賞人數突破390萬人，為高雄市帶來近10億元新台幣的商機。
展示於高雄的黃色小鴨身高18公尺（世界第2大、亞洲最高），體重約1000公斤，布料由240片形狀各異的PVC塑膠布裁片縫製而成，使用布料總長840公尺，浮台總重量約11.5公噸，充氣方法為在小鴨肚子裡設置2部鼓風機，24小時不停送風，維持小鴨飽滿的體態。
在2024年1月27日至2月25日，黃色小鴨重返高雄愛河灣，分別在高雄流行音樂中心的音浪塔和珊瑚礁群旁水域各展示一對黃色小鴨。

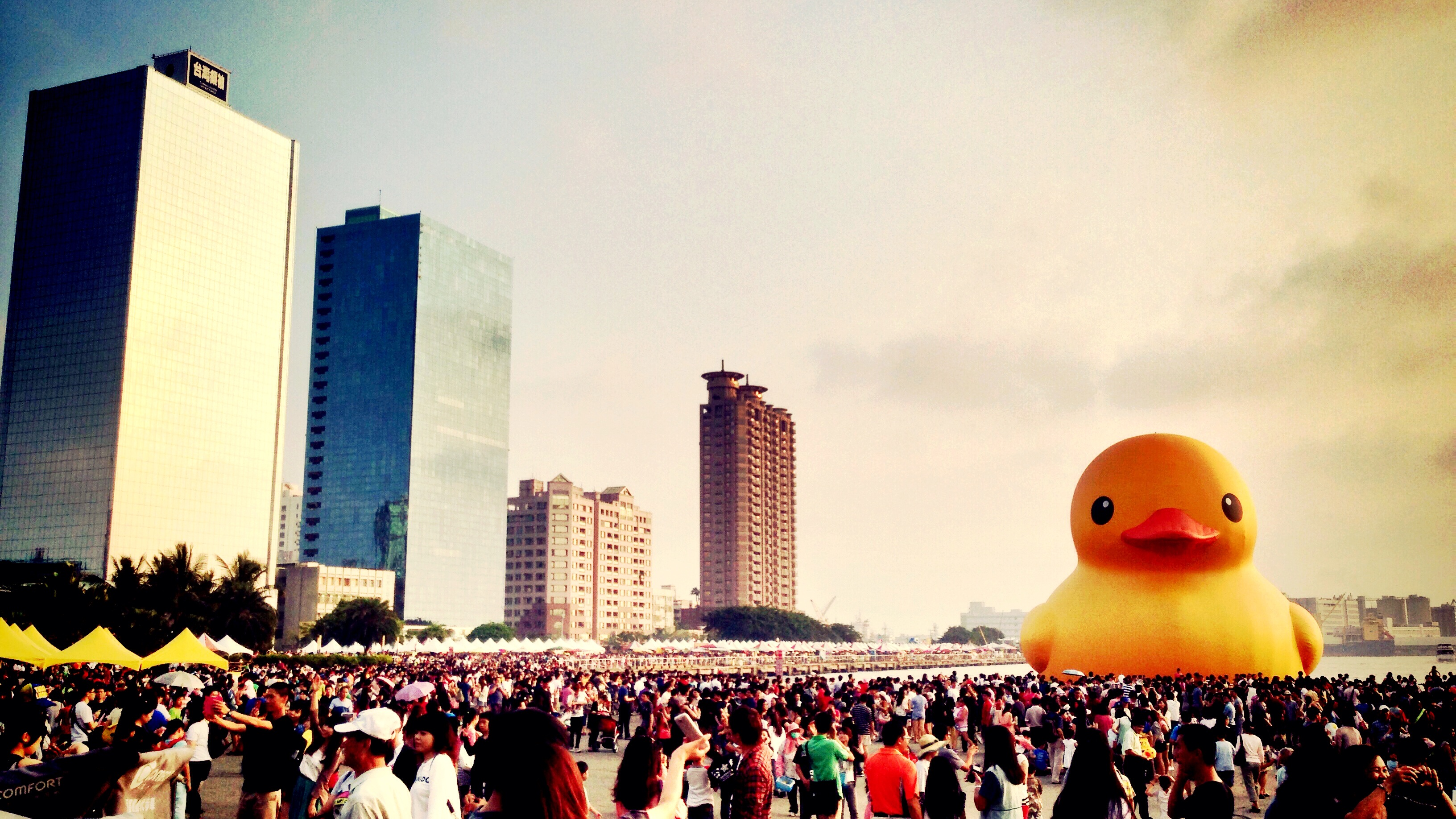
人潮與小鴨（2013）
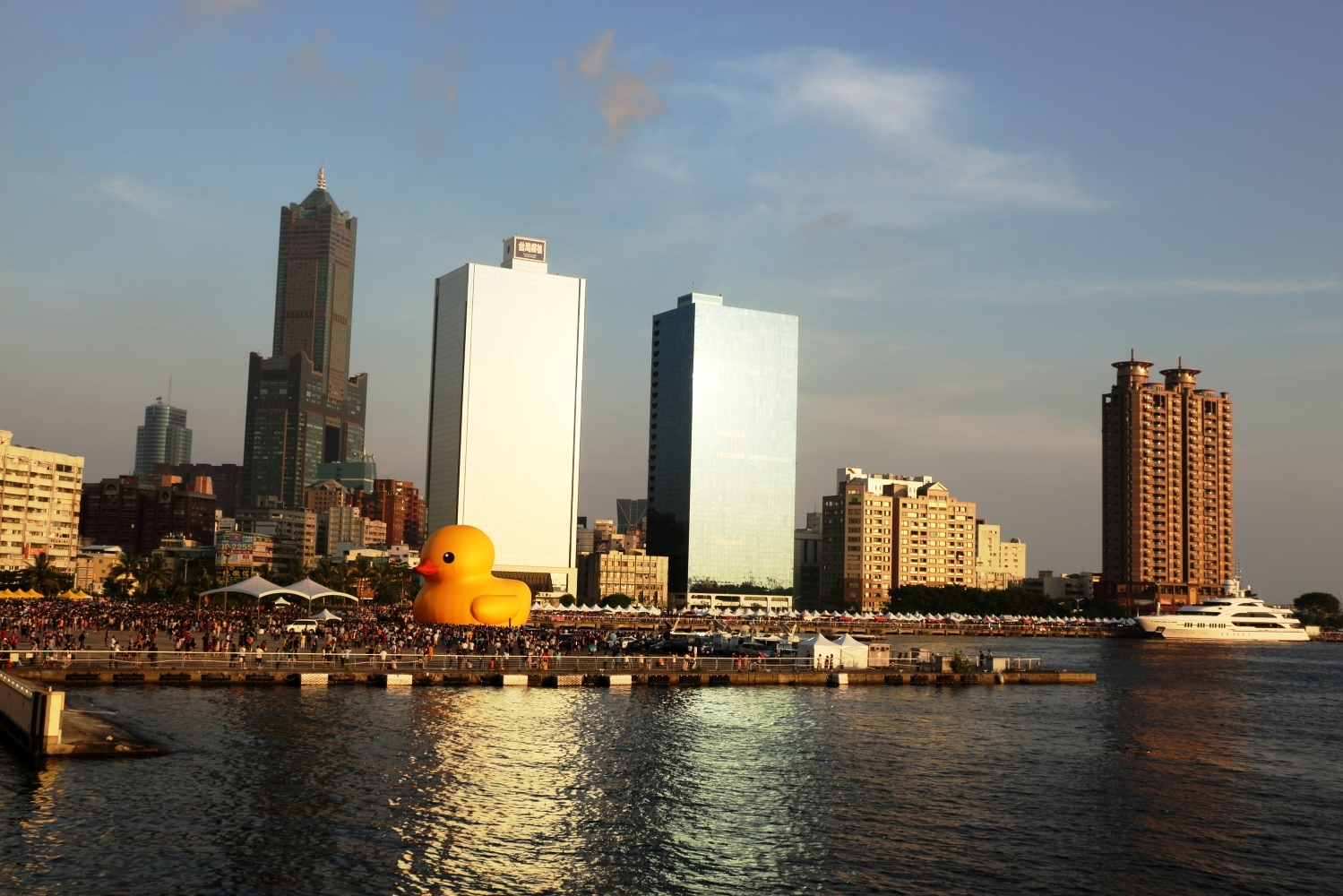
天際與小鴨（2013）
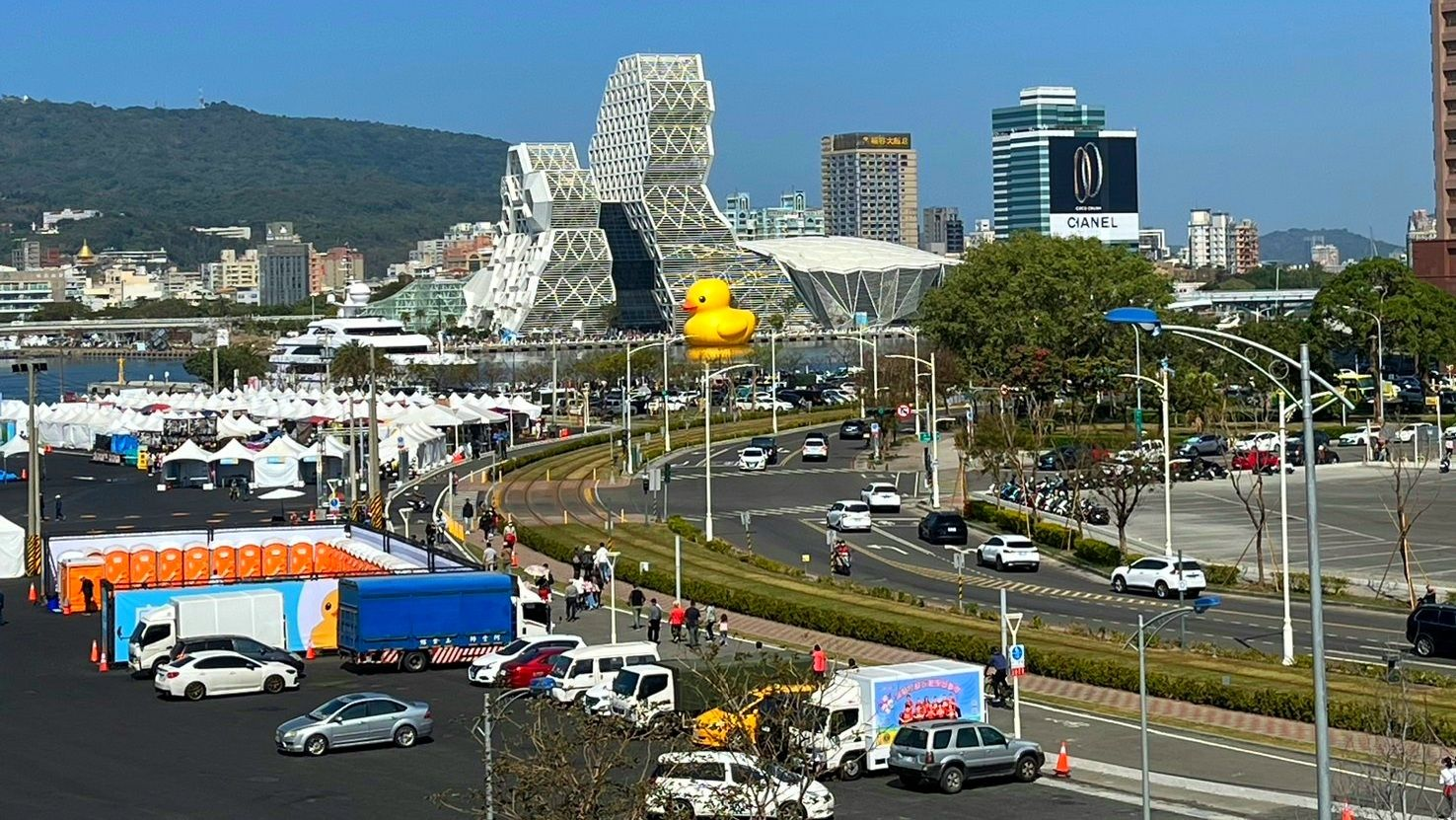
重返愛河灣小鴨（2024）
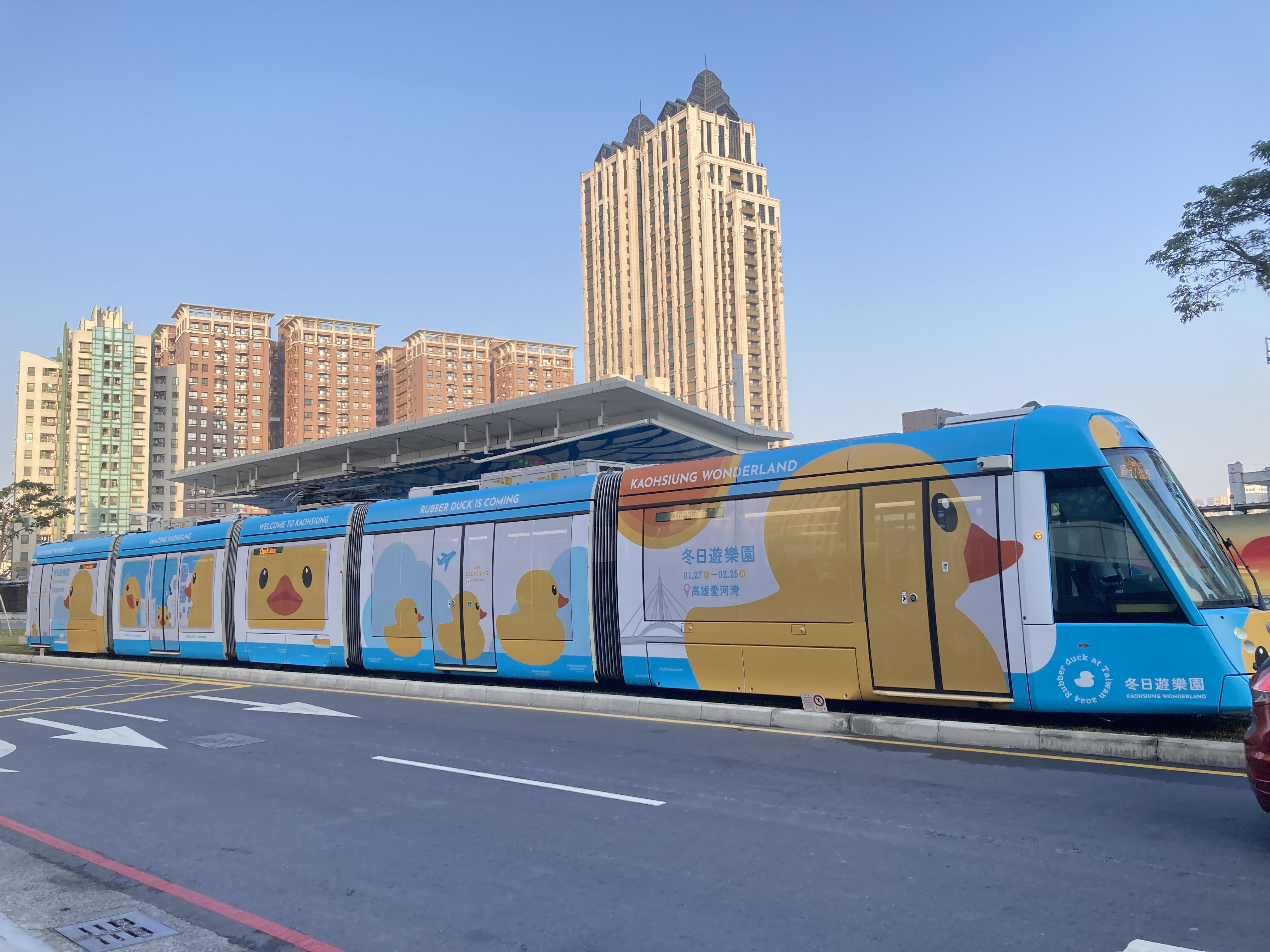
高雄輕軌黃色小鴨彩繪列車（2024）

#### 桃園市
在2013年10月26日至11月10日，桃園縣政府文化局（今桃園市政府文化局）舉辦2013桃園縣地景廣場藝術節，於2013年10月26日上午9時開始，在桃園縣新屋鄉（今桃園市新屋區）後湖塘展出黃色小鴨。考量後湖塘腹地較小，為避免因大量人潮帶來推擠，開展後5個入口將實施3000至4000人「登堤管制」，控管每小時賞鴨人潮，保障參觀時安全外也維護埤塘環境生態。10月31日晚間8時2分，花蓮地區發生規模为6.3的強震，震撼全台，黃色小鴨疑似地震引發充氣設備斷電而洩氣。在11月1日上午進行充氣時，疑似瞬間風速過大造成結構受損，導致小鴨氣爆躺在水面上。有不捨的網友以在Facebook上設靈堂等方式，希望小鴨得到安息。高雄市政府新聞局長賴瑞隆隨後表示，市府願意出借高雄的黃色小鴨給桃園縣政府（今桃園市政府）展出，但要求桃園縣政府替黃色小鴨同高雄展出時的待遇加保最高理賠200萬的保險。起初高雄小鴨來到桃園時，為因應天候不佳、風勢過強，擔心下水會再次受損氣爆，因此無法順利下水展示，改在陸地上充氣展示。對此作者霍夫曼表示同意在陸上進行「測試」，但「展示」仍應在水上。之後由於設備故障被迫洩氣，接著又因為風力過強無法再次充氣測試與下水展示。直到11月8日中午，黃色小鴨因天候許可重新在後湖塘展出，並且在11月10日下午3時歡送會後消氣，整個展期創下161萬參觀人次。

#### 基隆市
基隆市展期自2013年12月21日起至2014年2月8日為止，展場設於基隆海洋廣場。主辦單位原本計畫進行360度旋轉，讓民眾在基隆港碼頭邊各角度都能看見黃色小鴨的正面可愛模樣，但與原創者霍夫曼主張簡單、平靜的創作理念相左；2013年12月15日晚間，發起人基隆市議會議長黃景泰緊急聲明決定不讓小鴨旋轉。
在正式展出前，因相關商品授權爭議，傳出霍夫曼不滿並缺席開幕儀式。在2013年12月23日，黃景泰對此向鴨迷致歉，並對前策展單位方合廣告發出存證信函，要求立即停止相關行為，否則後果自行負責。但在2013年12月21日这天，基隆展場前總策劃范可欽却說，合約並無特別註明”不能在基隆小鴨展館販售其他款小鴨公仔（「歡樂鴨」、「招財鴨」等）“，而且黃色小鴨早在150年前就出現，就算有著作權保障也早已消滅，台灣有登記註冊的小鴨超過50個，任何人都可以合法註冊登記。針對基隆小鴨爭議，經濟部智慧財產局局長王美花25日說，雖然霍夫曼擁有巨大黃色小鴨著作權，但小鴨的創作性較低，應不致侵犯其著作權。
12月25日，剛開展之黃色小鴨因遭受港區往來船隻排煙、落塵及連日陰雨之影響，渾身髒污；主辦單位徵得霍夫曼同意之後，協同清潔公司人員駕船，抽海水沖洗小鴨外觀表面。
12月31日中午12時54分，基隆市跨年活動前夕，黃色小鴨疑因氣溫、溼度及氣壓變化等因素而爆裂，主辦單位曾考慮借用原預定越南展示的臺灣製黃色小鴨提前上陣。經工作人員日夜加班縫補裂痕並清洗，黃色小鴨於2014年1月2日在基隆港西18碼頭充氣測試成功；于1月3日上午10時30分，黃色小鴨由拖船曳航重回崗位，得以繼續展示。
在2014年1月21日清晨6時30分，因基隆港區風浪轉強讓固定黃色小鴨的錨碇鋼纜鬆脫，黃色小鴨突然轉向；上午10點多重新定位。
在2月8日下午2時30分，黃色小鴨由拖船曳航遠離基隆海洋廣場，數千名海內外遊客冒雨送別，結束50天基隆展程。基隆主辦單位初估，展覽期間共約267萬人次參觀。

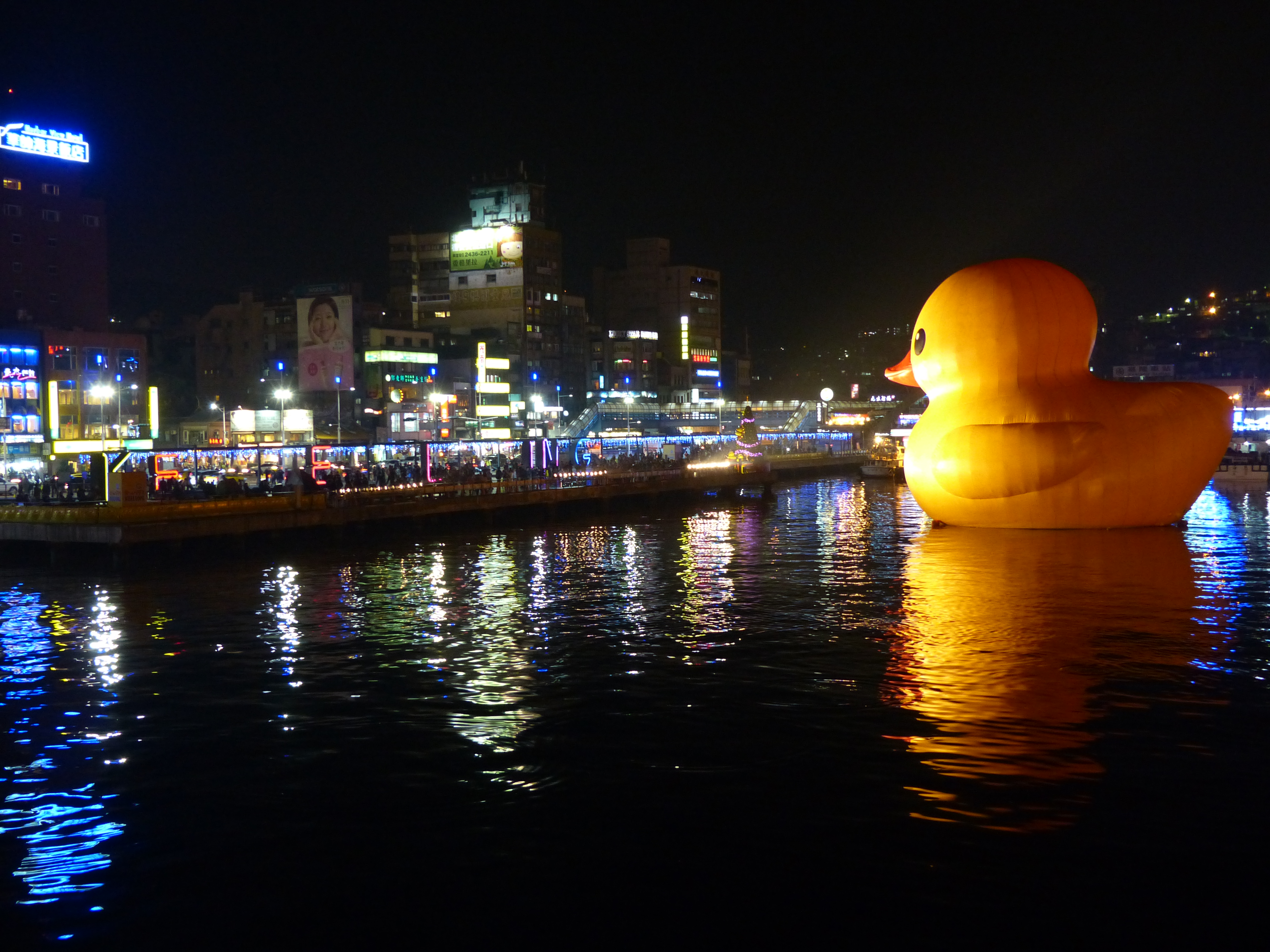
黃色小鴨與基隆夜景（2014年1月7日）。

## 事故
在2013年，該藝術品在大阪市展出時曾卡住大阪環狀線的鐵橋，摩擦頂部導致消風。
在2013年5月14日，在香港展示時消風。主辦方海港城稱是例行的放氣維修，在第一時間稱一兩個小時就會復出，卻在七天後才重回維多利亞港。
在2013年11月2日與12月31日，在臺灣桃園及基隆展出時，也曾消風且爆裂。
在2014年10月14日，在首爾石村湖展示時，黃色小鴨一度漏氣而「趴」在水面上。
在2023年6月10日，睽違十年在香港展出，工作人員發現其中一隻黃色小鴨因天氣炎熱導致內部氣壓上升而繃緊，經商討後，決定鬆開接駁縫線放氣以避免危險。在香港女藝人李婉華的直播畫面中，黃色小鴨在一聲巨響後的十秒便躺平在了海面上。6月12日，該橡皮鴨經充氣後再次在維港海面展出。若對展示造成了困難，需要緊急放氣以策安全。
在2024年2月21日，在高雄展出時，因現場瞬間風力超過6級，導致錨定位移，影響電力裝置，造成小鴨頭部、翅膀等半側凹陷。

## 版權爭議

### 中国山寨版本相關爭議
橡皮鸭在香港展出期间，中国商家纷纷看好此商机，并陆续推出同类大型充气橡皮鸭商业活动，被媒体与网友们称为“山寨大黄鸭”。随后，橡皮鸭艺术家霍夫曼现身杭州，并表示，他将毁掉所有的仿制品。“我不赞同抄袭，我觉得每个人都应该去做原创者。”，霍夫曼表示。简单的抄袭是非常愚蠢的行为，他希望他的作品能带来灵感，希望人们能受到激励，让更多的人去做不同的事情，而不是简单的抄袭。随后，在此杭州之旅期间，霍夫曼进行了衍生品的商业洽谈。
对于杭州展览期间的衍生品销售，霍夫曼很有绝招，“到时候我们会派人监管，西湖周边的商铺是不能卖盗版鸭子的”。据了解，霍夫曼在此之前，曾与香港一家公司签订了为期6年独家生产微型黄鸭纪念品，“不过最近这家公司的工厂在搬迁，微型黄鸭的库存量有点紧张。”霍夫曼说。除了这款纪念品之外，昨日霍夫曼还授权北京金禾圣源文化艺术有限公司负责生产其他大黄鸭（橡皮鸭）系列衍生品。“我们设计了多种款式，长毛绒玩具、文具、生活用品等，计划在江浙一带找工厂专门定制这些衍生品。”此次活动的邀请方之一、该公司董事长林镖透露说。

### 幸鑫指控橡皮鴨涉嫌侵权
在“大黄鸭之父现身杭州西湖，斥简单抄袭愚蠢”此报道满山偏野之际，中国艺术家幸鑫发表博文，指出霍夫曼的“正版”橡皮鸭涉嫌侵权，引发业内广泛关注。
霍夫曼曾经说起过自己做橡皮鸭作品的灵感，他说，自己的设计灵感来自家喻户晓的浴缸鸭。而事实上，这款浴缸鸭最初就是中国的原创。霍夫曼在接受《都市快报》采访时也曾经说到这一点，他说：“这是中国制造的，然后以商品的方式去往欧洲，进入我们的生活，算上来回运输的时间，它应该已经15岁了，这本身就是一个有趣的故事。”对此，幸鑫质疑：大黄鸭之父（霍夫曼）的陈述是否可以被理解为他承认《大黄鸭》(也就是《橡皮鸭》，《Rubber Duck》)的形象来自某个中国制造的“原版玩具橡皮鸭”？
而霍夫曼所做的事情就是，把浴缸鸭放大，并且放在城市中的广阔水域裡。那现在的问题就是：这种扩大尺寸的复制，是否对原作者构成侵权？艺术评论人鲍栋认为，霍夫曼创作《橡皮鸭》的艺术手段不新，但他在扩大原物的过程中融入了自己的想法，“想法很重要，这是艺术创作的重要环节。”
微博认证说明为“深圳市创意设计知识产权促进会会长”的博主“哈哥冯家敏”，他对此事则进行如此评论：“幸鑫的逻辑关系的基础是荷兰大黄鸭（橡皮鸭）山寨合法，其实，大黄鸭确实涉嫌侵权，难以取证而已。把现成品直接拿来创作艺术品，肯定有侵权之虞。无专利的有机可乘，有专利的产品则万万不可。”

### 霍夫曼澄清與原厂商的关系
随后，霍夫曼现身成都，在新闻发布会上，面对媒体质疑，霍夫曼澄清了自己和此前“原版玩具橡皮鸭”厂商的关系：
橡皮鸭的拾得物（Found Object）是由一家香港公司制造，TOLO TOYS玩具公司。在2001年霍夫曼参观美术馆时看到一幅画，有了这个橡皮鸭艺术品的创意，并搜寻了很多橡皮鸭玩具。最后找到一个最为完美的原型，就是TOLO玩具公司生产的橡皮鸭。最终在2007年，霍夫曼被法国一个艺术双年展邀请，并做出了第一只橡皮鸭艺术品。
在2009年比利时的一次展览时，霍夫曼给TOLO玩具公司打电话，并希望要1万只橡皮鸭，赠送给合作方。此后，霍夫曼与TOLO玩具厂商开始合作。霍夫曼做自己的橡皮鸭艺术作品，而TOLO公司则负责生产限量版玩具橡皮鸭进行销售。
因此，霍夫曼表示，这是一个不是事件的事件。

### 中國社会輿論
在2013年8月6日周二晚8点，艺术家幸鑫在湖南长沙月湖公园北聯艺术空间发起了“让我们不谈艺术，谈谈‘鸭’！——功过分明，大黄鸭也有‘负能量’”研讨会。
湖南普特律师事务所律师周航表示：“虽然霍夫曼的艺术创作仅仅只是‘放大’，但是他的这个艺术创作行为，由于跟Tolo公司的签约，已经不存在侵权的关系。”而其实属于霍夫曼的只是那只漂浮在河流上的充气鸭子，而对于他创作的原型是没有所有权的。艺术家幸鑫表示，他现在做的衍生品，以及马上推出的那些长毛绒玩具、文具、生活用品等，这些东西是绝对侵权的。对此讨论，深圳特区报记者梁婷对深圳大学法学院的两位学者李扬和赵明昕进行了采访与讨论。

### 美国公司控告侵权
美国GAME公司（Great American Merchandise & Events）驻中国办事处负责人指出，该公司早在1989年即造出了第一只充气橡皮鸭，为其Derby Duck的放大版，用于推广其漂流鸭比赛，在美国申请了专利。1990年代，GAME公司在荷兰舉辦了8年的漂流鸭比赛活动反响极大，每次都有充气Derby Duck为其宣传，其中就包括霍夫曼所在的城市鹿特丹。GAME公司还提供了相关的影片、文字及网页资料为其佐证。因此，GAME公司表示霍夫曼极有可能是抄袭了GAME公司的充气Derby Duck。GAME公司驻中国办事处负责人表示，公司将对其采取法律手段。

### 不受中國版权法保护
在2013年8月31日，中华人民共和国国家知识产权局发表文章《从"大黄鸭"谈作品原创性与创造性》。文章中结合了国外的司法实践案例，对原创性与创造性及其两者的关系进行阐述，并针对《橡皮鸭》与浴缸鸭“表达的实质”相同、合并原则决定浴缸鸭难获版权保护、《橡皮鸭》较之浴缸鸭不足以体现创造性三点展开讨论，正面表示《橡皮鸭》不受版权法保护。

### 台灣週邊商品版權爭議
黃色小鴨於2013年12月21日在基隆展出前，曾因相關商品授權惹議導致霍夫曼不滿，並缺席開幕儀式。該活動發起人黃景泰於23日對前總策劃范可欽發出存證信函，要求立即停止相關行為。范可欽隨後回應，合約並無特別註明不能在基隆小鴨展館販售其他款小鴨公仔，而且黃色小鴨早在150年前就出現，就算有著作權保障也早已消滅，台灣有登記註冊的小鴨超過50個以上，任何人都可以合法註冊登記。針對爭議問題，經濟部智慧財產局25日表示，雖然霍夫曼擁有巨大黃色小鴨著作權，但小型的黃鴨創作性較低，應不致侵犯著作權。

## 重製
- 上海黃浦江，出現模仿橡皮鴨的烤鴨船。[116]
- 北京玉淵潭公園，出現“綠馬甲大黃鴨及七顆綠蛋的模型”。[117]
- 彰化八堡圳，出現保麗龍小黃鴨。[118]
- 高雄光榮碼頭旁，出現鋼鐵鴨。[119]

## 参看
- 大蛤蟆